# アドルフ・リッケンバッカー
アドルフ・リッケンバッカー（Adolph Rickenbacker、1887年4月1日 – 1976年3月7日）は、スイス生まれのアメリカ合衆国に帰化した楽器製造者、経営者。ギター・メーカーのリッケンバッカーなどを創業した。
リッケンバッカーはスイスのバーゼルで、ドイツ系のアドルフ・アダム・リッゲンバッハー（Adolf Adam Riggenbacher）として生まれた。
1891年、一家はアメリカ合衆国にスイス・ドイツ系移民として、英語風のリッケンバッカー（Rickenbacher）と改姓し、オハイオ州コロンバスに住むようになった。少年期のアドルフは、母が死に、鉄道事故で両脚を失って酒に溺れた父に養育を放棄され、辛うじて長姉に育てられた。青年期になるとアドルフは自分の名を Adolph と綴るようになった。コロンバスで知り合った同じドイツ系のシャーロッテ・カマラー（Charlotte Kammarer）と結婚して、イリノイ州に移り、1918年にカリフォルニア州南部へ移住した。
第一次世界大戦において、遠縁のエディ・リッケンバッカー（Eddie Rickenbacker）が米軍最高のエース・パイロットとして名を馳せると、それにあやかってか、あるいは単にドイツ語風のリッゲンバッハー（Riggenbacher）の綴りを避けるために、1930年代から自分の姓の綴りを英語風のリッケンバッカー（Rickenbacker）に改めた（ただし、私的な手紙などでは終生 “Riggenbacher” と署名していた）。
1920年代後半、リッケンバッカーは自分の会社（Rickenbacker Manufacturing Company）を創業し、ナショナル・ストリング・インストゥルメンツ・コーポレーションに金属性のギター・ボディを供給し始めた。この結びつきから、リッケンバッカーはジョージ・ビーチャム、ポール・バース（Paul Barth）と知り合い、共同でロー・パット・イン・コーポレーション（ the Ro-Pat-In Company）を創設した。彼らは1932年に、最初のアルミニウム鋳造ラップスティール・ギター、フライング・パン（Frying Pan）を製造した。その2年度に、社名はエレクトロ・ストリング・インストゥルメント・コーポレーション（the Electro String Instrument Corporation）に改められた。1939年に製造が中止されるまで、累計およそ2,700本のフライング・パンが製造された。
リッケンバッカーはギター・メーカーの将来性を確信しておらず、1953年に、南カリフォルニアにおけるエレクトリック・ギター・ブームの先駆者だったフランシス・ケアリ・ホール（Francis Cary Hall）に、事業を売却した。
アドルフ・リッケンバッカーは、1976年にカリフォルニア州オレンジ郡で、癌のため、90歳で死去した。